# Tårsjön
Tårsjön är en sjö i Tingsryds kommun i Småland och ingår i Mörrumsåns huvudavrinningsområde. Sjön har en area på 0,116 kvadratkilometer och ligger 139 meter över havet.

## Delavrinningsområde
Tårsjön ingår i det delavrinningsområde (626562-142914) som SMHI kallar för Utloppet av Brosjön. Medelhöjden är 150 meter över havet och ytan är 8,58 kvadratkilometer. Det finns inga avrinningsområden uppströms utan avrinningsområdet är högsta punkten. Vattendraget som avvattnar avrinningsområdet har biflödesordning 2, vilket innebär att vattnet flödar genom totalt 2 vattendrag innan det når havet efter 47 kilometer. Avrinningsområdet består mestadels av skog (71 %) och öppen mark (13 %). Avrinningsområdet har 0,7 kvadratkilometer vattenytor vilket ger det en sjöprocent på 8,1 %.